# Internetes DEmokrácia pártja
Az Internetes DEmokrácia pártja (röviden IDE) egy magyarországi párt. 2004. július 23-án alakult Gyöngyösön, és saját közleményük szerint 2010. április 1-jén szűnt meg.

## Az IDE céljai
Az IDE a jelenleg fennálló közvetetten demokratikus rendszert kívánja kiegészíteni közvetlen demokráciával, amit közvetetten demokratikus módon megszerzett mandátumoknak közvetlenül demokratikus működtetésével kívánja megvalósítani. Az IDE képviselőinek tevékenységét a hazai és Európai Parlamentben a választópolgárok fogják kontrollálni online szavazások útján.
Az IDE a céljait rendszerváltás vagy forradalom nélkül, a fennálló közvetett demokrácia keretein belül kívánja megvalósítani.

## Az IDE működési mechanizmusa
Az IDE a képviseleti demokrácia keretein belül, a választópolgárok képviselők fölötti kontrollja révén kívánja megvalósítani a közvetlen demokráciát.
Az IDE képviselőit:
1. Sorsolással választják a jelentkezők közül.
2. A kisorsolt képviselők legfeljebb néhány hónap után (Európai Parlament esetében havonta) lemondanak, hogy átadhassák helyüket a soron következőknek. Az Európai Parlamentben IDE a független besorolást kapja.
3. Amikor a hazai és Európai Parlamentben szavazásra kerül sor, az IDE képviselői a polgárok online megszavazott döntéseit fogják közvetíteni.

Az IDE szavazóbázisának a megosztottságát tükrözni fogják a parlamenti szavazáskor is. Például, ha a parlamentben egy törvényjavaslatot szavaznak meg, amit a szavazásra jogosult polgárok 60%-a támogat és 40%-a meg ellenzi, és az IDE 10 mandátummal rendelkezik, akkor az IDE képviselői közül 6-an igennel, 4-en meg nemmel fognak szavazni.

## Az IDE viszonya a többi párttal
Mivel az IDE-nek nincsen pártpolitikája, magától értetődően koalícióba sem lép más pártokkal. A választópolgárok viszont természetesen támogathatják a nekik tetsző pártokat az IDE-n keresztül. Azonban ezt nem csupán 4 évre előre tehetik meg, azok bizonytalan ígéretei alapján, hanem folyamatosan, a konkrétan felmerülő kérdésekre adott tényleges válaszaikat egyenként támogatva vagy épp ellenezve.